# Krystalstruktur
Indenfor mineralogi og krystallografi er en krystalstruktur en unik måde at arrangere atomerne i et krystal. Et krystal består at et stort antal enhedsceller, som er ens grupper af atomer, der gentages med regelmæssige mellemrum i alle tre dimensioner, efter et regelmæssigt "mønster" kaldet et rumgitter eller krystalgitter.

## Klassifikation efter symmetriforhold
Krystalstrukturer kategoriseres overordnet i et af 7 forskellige krystalsystemer: Nævnt i rækkefølge efter faldende symmetri hedder krystalsystemerne:
- kubisk
- hexagonal
- tetragonal
- trigonal (tidligere kaldet rhomboedrisk)
- orthorhombisk
- monoklin og
- triklin.

Nogle krystallografer arbejder kun med seks krystalsystemer, og ser det hexagonale krystalsystem som en speciel variant af det trigonale system.
Da de enkelte elementarceller i nogle af krystalsystemerne kan være flade- og/eller rumcentrerede, viser der sig de i alt 14 unikke krystalstrukturer der er vist i skemaet til højre. Bortset fra såkaldte kvasikrystaller passer samtlige kendte krystallinske materialer på én af disse 14 krystalstrukturer.

## Gitterparametre
Krystalstrukturen beskriver rumgitteret kvalitativt. For at beskrive gitteret kvantitativt, angives de såkaldte gitterparametre; afstandende a, b og c samt vinklerne α, β og γ i illustrationerne i skemaet.